# 日本映像翻訳アカデミー
日本映像翻訳アカデミー株式会社（にほんえいぞうほんやくアカデミー、英: Japan Visualmedia Translation Academy 略称：JVTA）は、東京に本社（住所:東京都中央区日本橋本石町３丁目２－４）、米国のロサンゼルスに支社（ADDRES:3510 TORRANCE BLVD. SUITE 219 TORRANCE CA 90503）を構える映像翻訳会社である。映像翻訳などの受託事業と、映像翻訳者を育成する職業訓練校の運営、公教育機関への教育事業を主に手がける。

## 受託事業の概要
映像を翻訳して字幕や吹き替えを制作する映像翻訳の受託事業は国内トップクラスのシェアを誇る。そのほかに文書翻訳や通訳、視聴覚障害者向けのバリアフリー字幕・音声ガイド制作、語学人材に特化した派遣・紹介事業、インバウンド支援や海外向けのPR映像制作なども手がける。映像翻訳AIの研究開発にも取り組み、国立大学法人奈良先端科学技術大学院大学との共同研究で開発した字幕翻訳AIツール「Subit!」の開発・販売も手がける。
＜受託事業＞
　・映像翻訳、字幕・吹き替え・完パケの制作
　・文書翻訳
　・通訳（逐次通訳、ライブ通訳、同時通訳）
　・視聴覚障害者向けのバリアフリー字幕・音声ガイドの制作
　・海外向けのPR映像の制作
　・インバウンド支援サービス
＜その他の事業＞
　・語学スペシャリストに特化した人材派遣・紹介
　・字幕翻訳AIツール「Subit!」のクラウドサービス

## 職業訓練校の運営事業の概要
映像翻訳者を育成する職業訓練校「日本映像翻訳アカデミー」を運営する。日本（東京校）と米国（ロサンゼルス校）の２カ国で展開する。東京校の開校は1996年、米ロサンゼルス校の開校は2009年。映像翻訳者を育成する英日映像翻訳科や日英映像翻訳科の修了生の数は約5000人に及び、そのうち約800人以上がプロフェッショナルとして活躍する（2024年末時点）。
＜東京校で受講可能なコース＞
　・英日映像翻訳科
　・日英映像翻訳科
　・メディアアクセシビリティ科
　・英語力強化コース「English Clock」
＜ロサンゼルス校で受講可能なコース＞
　・映像翻訳/通訳/実務翻訳（北米在住者/留学者）

## 教育事業の概要
職業訓練校の運営で培ったノウハウを活用して「映像翻訳体験プログラム」や「英語ピッチ体験プログラム」などの職業体験や語学力向上プログラムを国内外の大学、高校・中学校、小学校などで実施する。近年は東京外国語大学や神戸市外国語大学の学生が参加するインターンシッププログラム、独ハインリッヒ・ハイネ大学など海外の学生が参加する「Global Universities Subtitling Project」などインターンシップ教育や国際教育に注力する。
＜実施校＞
・筑波大学、九州大学、東京外国語大学、青山学院大学、法政大学、明星大学
・東京成徳大学高等学校、AIE国際高等学校、三重県立川越高等学校
・三田国際学園中学校、宝仙学園中学校、愛知教育大学附属岡崎中学校
・東京都中央区立常盤小学校
・ニューヨーク大学（米）、ミシガン州立大学（米）、ロンドン大学（英）、ハインリッヒ・ハイネ大学（ドイツ）、ウィーン大学（オーストリア）、ゲント大学（ベルギー）

## 経緯
1996年　映像翻訳者の職業訓練学校「日本映像翻訳アカデミー」を東京で開校
東京校で「英日映像翻訳科」、英語力強化コース「English Clock」を開講
2008年　米国のカリフォルニア（CA）州トーランスにてロサンゼルス（LA）法人を設立 
2009年　ロサンゼルス（LA）校を開校
2010年　東京校で「日英映像翻訳科」を開講
　          LA校がCA州の教育局「職業訓練学生ビザ(M-1)ビザ」発給対象校の認可を取得
　　   　 LA法人がISS Translation, Inc.を買収し、社名をJVTA,Inc.に変更
2011年　東京校でNPO法人MASCと視聴覚障害者向けの「字幕ライター＆音声ガイド育成講座」を開講
2012年　日本映像翻訳アカデミー株式会社に社名を変更
2017年　海外の大学生が字幕制作を体験する「海外大学字幕プロジェクト（GUSP）」を実施
2019年　情報セキュリティ・マネジメントシステムの国際規格「ISO/IEC27001:2013」認証を取得
2020年　映像翻訳AIの研究を国立大学法人奈良先端科学技術大学院大学と開始
2020年　ラーニングマネジメントシステム（LMS）「JVTA Online」の運用を開始
2022年　映像翻訳に特化した字幕翻訳AIツール「Subit!」（サビット）をリリース
2023年　政府主催「2023年度 はばたく中小企業・小規模事業者300社」に選出
2024年　派遣・紹介事業に特化した子会社「JVTAパーソネル」を設立
　　　　 大学の世界展開力強化事業「TP-Bridge」で東京外国語大学とインターンシッププログラムを共催
2025年　学生が主体となりSDGsや文化交流を実現する産学協働プロジェクト「WATCH2025」を開催

## 啓蒙教育活動
・国連難民高等弁務官事務所(UNHCR)が開催する「難民映画祭」をサポート
・コンテンツの海外展開を促進するNPO法人映像産業振興機構（VIPO）の活動支援
・字幕翻訳の理論や技法を体系化した電子書籍『字幕翻訳とは何か』を刊行

## 卒業生数や著名人
1996年10月に開校以来、2014年3月末までの卒業者数は約1500名。その中からプロとして活躍する映像翻訳者数の割合は約60％と、一般的に卒業者の数％程度がプロになればいいと言われる中、高い数字を誇る。同校を卒業した著名な映像翻訳者として映画『スパイキッズ』シリーズ2・3、『ヴァン・ヘルシング』『オデッセイ』『猿の惑星: 聖戦記』などを手がけた前田美由紀氏、映画『アフター・アース』、『ボヘミアン・ラプソディ』、テレビシリーズ『ロイヤル・ペインズ 救命医ハンク』などを手がけた瀬尾友子氏などがいる。

## 公式サイト
- 日本映像翻訳アカデミー株式会社コーポレートサイト
- 映像翻訳者育成スクール「日本映像翻訳アカデミー」
- ・AI字幕翻訳ツール「Subit!」サービス紹介サイト